# حياة الطير أستراليا
حياة الطير أستراليا هو موقع ويب من نوع قاعدة بيانات حيوية وقاعدة بيانات على النت أنشئ في 2011، يقع مقره الرئيسي في أستراليا، وهو متوفر باللغة الإنجليزية.

## وصلات خارجية
- الموقع الرسمي